# Xenon-tetroxid
A xenon-tetroxid az oxigén és a xenon kémiai vegyülete, képlete XeO4, és arról nevezetes, hogy a nemesgázokat tartalmazó vegyületek között stabilnak számít. Sárga, kristályos, szilárd anyag. −35,9 °C alatt stabil, fölötte robbanékony, xenonra és oxigénre (O2) esik szét.
A xenonnak mind a nyolc vegyértékelektronja részt vesz az oxigénnel alkotott kémiai kötésben. A xenon atom oxidációs száma +8. Az oxigén az egyetlen elem, mely a xenont a legmagasabb oxidációs állapotba tudja vinni, még a fluor is – valószínűleg sztérikus okok miatt – csak XeF6-ot képez.

## Kémiai reakciók
−35,9 °C hőmérséklet fölött spontán robbanás következik be, ahol ΔH = −643 kJ/mol.
XeO4 → Xe + 2 O2
A másik két rövid életű +8 oxidációs számú xenonvegyület a xenon-tetroxid és a xenon-hexafluorid kölcsönhatásának eredményeképp jön létre. A XeO3F2 és a XeO2F4 a tömegspektrometria segítségével mutatható ki.

## Előállítása
Minden szintézis a perxenátokból indul ki, melyek a xenátokból kétféleképp állíthatók elő. Az egyik eljárás az, mikor a xenát perxenátra és xenonra diszproporcionálódik:
2 XeO42− → XeO4−6 + Xe + O2.
A másik folyamatban a xenátokat ózonnal oxidálják:
2 XeO42− + 4 e− + 2 O3 → 2 XeO4−6 + 2 O2.
A bárium-perxenátot kénsavval reagáltatják, és a bomlékony perxenonsav dehidratálásával xenon-tetroxidot állítanak elő:
Ba2XeO6 + 2 H2SO4 → 2 BaSO4 + (H4XeO6 → 2 H2O + XeO4).
Az instabil perxenonsav lassan olyan lebomláson megy keresztül, melynek a végén xenonsav és oxigén jön létre:
H4XeO6 → 1/2 O2 + H2XeO4 + H2O.

## Lásd még
- Xenon-trioxid

## Fordítás
- Ez a szócikk részben vagy egészben a xenon tetroxide című angol Wikipédia-szócikk ezen változatának fordításán alapul.  Az eredeti cikk szerkesztőit annak laptörténete sorolja fel. Ez a jelzés csupán a megfogalmazás eredetét és a szerzői jogokat jelzi, nem szolgál a cikkben szereplő információk forrásmegjelöléseként.